# Інформаційний підхід (психологія)
Інформаційний підхід в психології (англ. information-processing approach) — один з основних методів когнітивної психології, в якому людина розглядається як складна система обробки інформації. 
Процес обробки складається з ряду послідовних або паралельних в часі етапів, на кожному з яких виконуються специфічні операції по перетворенню інформації (кодування, виділення окремих ознак, фільтрація, розпізнавання, осмислення, вироблення рішення, формування у відповідь дії і т. п.). 
Основні характеристики етапів: 
- пропускна спроможність (швидкість переробки),
- інформаційна ємкість,
- тип кодування,
- тривалість циклу перетворення.

Кінцева мета І. п. — побудова приватної або узагальненої моделі досліджуваного психічного процесу. Така модель є евристичним засобом власне психологічного аналізу і складається з гіпотетичних функціональних блоків, сполучених послідовно або паралельно і що виконують конкретні функції перетворення інформації.